# Late Night Alumni
Late Night Alumni je hudební skupina ze Spojených států amerických, jejímiž členy jsou Ryan Raddon (Kaskade), Finn Bjarnson, John Hancock a zpěvačka Becky Jean Williamsová. Jejich hudba je známá jako kombinace taneční hudby (především house music) a žánrů jako trance, downtempo nebo chill-out music, do které se prolíná hlas vokalistky Williamsové.

## Hudební začátky
V létě 2003 objevil Finn Bjarson zpěvačku Becky Jean Williamsovou, která je sestrou R. Johna Williamse, člena hudební skupiny Faded Paper Figures. Dostal hudební CD s místními vánočními písněmi, kde slyšel její zpěv. Její hlas a styl zpěvu ho oslovil a napadlo jej, že by mohli spolupracovat. Za nějakou dobu se oba potkali v nahrávacím studiu. Bjarson pracoval na songu „Empty Streets“ a chtěl vyzkoušet, jak by v této písni seděl hlas Williamsové.
Bjarson spolupracoval v nahrávacím studiu již dříve s hudebníkem Ryanem Raddonem, který je známý jako Kaskade. Brzy tak vznikla skupina Late Night Alumni ve složení Finn Bjarson, Ryan Raddon a Becky Jean Williamsová. V roce 2004 povolilo hudební vydavatelství Hed Kandi nahrát první album Late Night Alumni. Bjarson se však domníval, že skupina není kompletní a chybní v ní nějaký hudební prvek. Čtvrtým členem skupiny se tak stal John Hancock, místní hudební producent, se kterým se Bjarson již dříve snažil spolupracovat. Poté začali členové skupiny pracovat na debutovém hudebním albu, ve kterém kombinovali prvky elektronické hudby a organické hudby s žánrem chill-out music; jejich snahou bylo vytvořit hudbu, která bude rozeznatelná od většiny soudobé hudby žánrů downtempo nebo house music.

## 2005–2008:Empty Streets
Debutové album Empty Streets bylo vydáno v září 2005. Zhruba ve stejné době bylo však hudební vydavatelství Hed Kandi odkoupeno britskou nahrávací společností Ministry of Sound a album bylo opuštěno. I přes nedostatek podpory ze strany nahrávací společnosti se z něj stala hudební undergroundová klasika.
Stejnojmenný titulní singl alba získal nicméně velkou podporu v klubech a rozhlasových stanicích a ve Španělsku se v hitparádě umístil na první příčce. Píseň se objevila také jako hudební doprovod v reklamě na Toyotu iQ. Song byl vydán také na řadě dalších kompilačních alb a stal se nejstahovější písní hudební série In Search of Sunrise nizozemského DJ Tiësta.

## 2009–2011:Of Birds, Bees, Butterflies, Etc.
Druhé album skupiny Late Night Alumni s názvem Of Birds, Bees, Butterflies, Etc. bylo vydáno v digitální podobě ke stažení 3. listopadu 2009 a na CD vyšlo 2. února 2010 u vydavatelství Ultra Records. 1. září 2009 vyšel první singl alba, píseň „You Can Be The One“, který byl k dispozici na Beatport a iTunes. Tento singl vyšel 22. září 2009 také jako remix od dua Sultana & Ned Sheparda.
Druhý singl alba, píseň „Finally Found“, byl vydán 22. prosince 2009. Kromě originální verze vyšly také remixy od Maxe Vangeliho a Eca. Hudební video bylo představeno 16. března 2010. Hudební video z nahrávání písně v Utahu je fanoušky často srovnáváno s živou verzí písně „4AM“, kterou v roce 2008 nahrál Kaskade a na které se podíleli také Becky Jean Williamsová a Finn Bjarson.
Akustická verze písně „Golden“ z nadcházejícího alba se následně objevila na kanálu na YouTube. Později bylo uveřejněno také video z nahrávání další písně „What's In A Name“.
Písně „You Can Be The One“ a „Uncharted“ se objevily také ve filmu Bláznivá, zatracená láska, který byl vydán 29. června 2011.

## 2011:Haunted
8. února 2011 bylo vydáno v digitální podobě ke stažení třetí album skupiny s názvem Haunted. Název alba byl inspirován nostalgickými vzpomínkami z minulosti a změnami v současnosti. Vliv na jeho název mohla mít také neznámá lokalita v Salt Lake City, kde bylo album nahráváno. Z alba byl vydán pouze jeden singl „It's Not Happening“. 17. října 2011 bylo vydáno hudební video k písni „Main Street“, jejíž text odkazuje na první vydané album.

## Od roku 2012:The Beat Becomes A Sound
29. ledna 2013 bylo na iTunes vydáno čtvrté studiové album s názvem The Beat Becomes A Sound. První singl alba, píseň „Shine“, vyšel již 18. září 2012 a remixované verze se objevily 26. února 2013. Oficiální hudební video bylo na kanále vydavatelství Ultra Records nahráno 3. října 2012.

## Diskografie

### Studiová alba
- Empty Streets (2005)
- Of Birds, Bees, Butterflies, Etc. (2009)
- Haunted (2011)
- The Beat Becomes A Sound (2013)
- Eclipse (2015)